# Kryształ fotoniczny

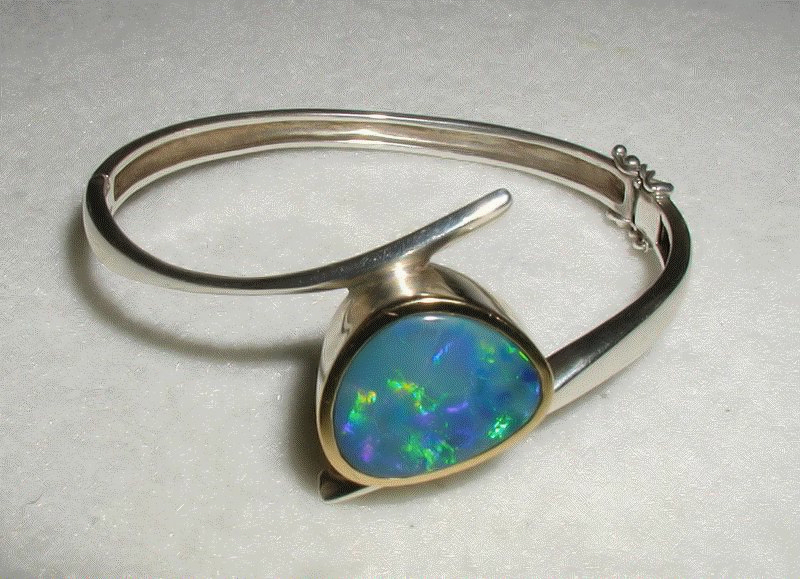
Bransoletka z opalem, mającym naturalną budowę periodyczną, dzięki której występuje zjawisko iryzacji

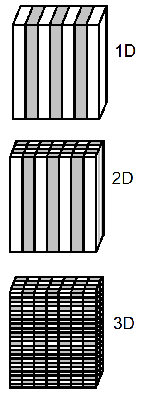
Jednowymiarowa, dwuwymiarowa i trójwymiarowa struktura fotoniczna

Kryształ fotoniczny – optyczna nanostruktura o periodycznie zmieniającym się współczynniku załamania światła, która wpływa na ruch fotonów podobnie jak struktura krystaliczna półprzewodnika na ruch elektronów.
Kryształy fotoniczne występują w naturze lub mogą być wytwarzane sztucznie. W krysztale fotonicznym, podobnie jak w półprzewodniku może wystąpić fotoniczna przerwa zabroniona.
Kryształy fotoniczne zwykle wytwarzane są w laboratoriach, ale występują również w przyrodzie (na przykład opal). Koncepcja stworzenia kryształów fotonicznych powstała jednocześnie, w 1987, w dwóch ośrodkach badawczych na terenie Stanów Zjednoczonych. W pierwszym Eli Yablonovitch (Bell Communications Research w New Jersey) pracował nad materiałami dla tranzystorów fotonicznych i sformułował pojęcie „fotoniczna przerwa energetyczna” (ang. photonic bandgap). W tym samym czasie Sajeev John (Uniwersytet w Princeton) pracował nad zwiększeniem wydajności laserów stosowanych w telekomunikacji i odkrył tę samą przerwę. W 1991 Eli Yablonovith uzyskał pierwszy kryształ fotoniczny. W 1997 opracowana została masowa metoda wytwarzania kryształów (Shanhui Fan, John D. Joannopoulos).
Wytwarzane są struktury fotoniczne z przerwą fotoniczną odpowiadającą falom elektromagnetycznym z zakresu widzialnego (400–700 nm). Przerwa fotoniczna występuje dla fal o długościach zbliżonych do okresu rozkładu współczynnika załamania – w przypadku fal widzialnych oznacza to, że na jeden okres rozkładu współczynnika załamania przypada ilość rzędu 1000 warstw atomowych. Występowanie fotonicznej przerwy energetycznej jest analogiczne jak w przypadku półprzewodników (równanie Schrödingera). Kryształy fotoniczne wytwarzane są m.in. z krzemu, również porowatego. Ze względu na budowę kryształy fotoniczne dzieli się na jedno-, dwu- i trójwymiarowe. Najprostsza struktura to struktura jednowymiarowa. Jest to w istocie zwierciadło Bragga złożone z wielu warstw na przemian o dużym i małym współczynniku załamania światła. Działa ono jak optyczny filtr pasmowy: pewne częstotliwości są odbijane, a inne przepuszczane. Zwinięte w rurkę zwierciadło Bragga, tworzy strukturę dwuwymiarową.
Do modelowania pola elektromagnetycznego w kryształach fotonicznych stosuje się wiele metod znanych z innych dziedzin optyki czy elektrodynamiki. Wymienić tu można: metodę fal płaskich – PWM (ang. plane wave method), metodę różnic skończonych w dziedzinie czasu FDTD (z ang. finite difference time domain), polegającą na numerycznym rozwiązywaniu równań Maxwella z zależnością czasową dla pola elektrycznego i pola magnetycznego, metodę momentów, wraz z jej licznymi odmianami, a także inne liczne metody półanalityczne i w pełni analityczne. Analityczne rozwiązanie równań Maxwella zostało znalezione tylko w najprostszym, jednowymiarowym krysztale fotonicznym.
Niektóre zastosowania
- zwierciadła selektywne rezonatorów laserowych
- lasery z rozłożonym sprzężeniem zwrotnym
- światłowody fotoniczne, włóknowe i planarne
- półprzewodniki fotoniczne
- ultrabiałe pigmenty
- diody elektroluminescencyjne o zwiększonej sprawności
- mikrorezonatory
- metamateriały – materiały lewoskrętne
- szerokopasmowe testowanie urządzeń fotonicznych, spektroskopia, interferometria czy koherencyjna tomografia optyczna – wykorzystanie silnego efektu przesunięcia fazowego.

## Wytwarzanie w Polsce
W Polsce prace nad wytwarzaniem i modelowaniem kryształów i światłowodów fotonicznych są prowadzone na Uniwersytecie Marii Curie-Skłodowskiej w Lublinie, na Politechnice Wrocławskiej, w Instytucie Fizyki Politechniki Łódzkiej, na Politechnice Warszawskiej oraz w Zakładzie Optyki Informacyjnej Uniwersytetu Warszawskiego i Instytucie Technologii Materiałów Elektronicznych w Warszawie.